# Leslie (Michigan)
Leslie é uma cidade localizada no estado americano de Michigan, no Condado de Ingham.

## Demografia
Segundo o censo americano de 2000, a sua população era de 2044 habitantes.
Em 2006, foi estimada uma população de 2285, um aumento de 241 (11.8%).

## Geografia
De acordo com o United States Census Bureau tem uma área de
3,4 km², dos quais 3,4 km² cobertos por terra e 0,0 km² cobertos por água. Leslie localiza-se a aproximadamente 310 m acima do nível do mar.

## Localidades na vizinhança
O diagrama seguinte representa as localidades num raio de 24 km ao redor de Leslie.